# Liste der Kulturdenkmale in Chemnitz-Altendorf
In der Liste der Kulturdenkmale in Chemnitz-Altendorf sind die Kulturdenkmale des Chemnitzer Stadtteils Altendorf verzeichnet, die bis September 2024 vom Landesamt für Denkmalpflege Sachsen erfasst wurden (ohne archäologische Kulturdenkmale). Die Anmerkungen sind zu beachten.
Diese Aufzählung ist eine Teilmenge der Liste der Kulturdenkmale in Chemnitz.

## Liste der Kulturdenkmale in Chemnitz-Altendorf
| Bild                                    | Bezeichnung | Lage                                                                                               | Datierung | Beschreibung | ID       |
| --------------------------------------- | --- | -------------------------------------------------------------------------------------------------- | --- | --- | -------- |
| Weitere Bilder                          | Wohnpark im „Flemminggebiet“ mit Teich und Skulptur | Albert-Schweitzer-Straße (Karte)                                                                   | 1960er Jahre (Parkanlage); um 1965 (Figurengruppe)                                                                                                | Wohngrün entlang eines kleinen Baches, zeitgleich mit dem Neubaugebiet aus den 1960er Jahren angelegt, original erhalten, von stadtentwicklungsgeschichtlichem und gartengeschichtlichem Wert | 09304414 |
| Weitere Bilder                          | Schulkomplex, bestehend aus dem Schulbau, der Turnhalle, dem Kinderhort, den beiden Verbinderbauten zwischen Schulgebäude und Turnhalle bzw. Kinderhort (Emanuel-Gottlieb-Flemming-Grundschule) | Albert-Schweitzer-Straße 61 (Karte)                                                                | 1962–1964 | Authentisch und vollständig erhaltener Schul-Typenbau von baugeschichtlicher, bildungsgeschichtlicher sowie stadtgeschichtlicher Bedeutung. Typenbau im Stil der Nachkriegsmoderne, im weitgehenden Originalzustand. Gebäudekomplex in unregelmäßiger Dreiseitanordnung, bestehend aus dreigeschossigem Klassengebäude, zweigeschossiger Turnhalle wie auch Schulhort, verbunden über eingeschossige Verbinderbauten. Alle Gebäudeteile wurden in Ziegelbauweise errichtet und besitzen ein mit Falzziegeln gedecktes Satteldach (Ausnahme der Verbindungsbau zur Turnhalle mit Flachdach), Fassadenflächen wie auch der Sockelbereich sind glatt verputzt und weisen eine originale Farbgebung auf. Rückfassade des Klassentraktes wird bestimmt von dem vollständig in Glas geöffnetem Haupttreppenhaus. Im Inneren großzügig angelegtes Treppenhaus und Flure, repräsentativer Treppenaufgang. Die Denkmalfähigkeit des Gebäudekomplexes ergibt sich aus seiner gesellschafts- und baugeschichtlichen sowie städtebaulichen Bedeutung. Ganz im Sinne der Forderung moderner Architektur repräsentiert der Komplex eine gelungene Einheit von Form und Funktion und geht mit Hilfe der unterschiedlichen Baukörper gezielt auf die Bedürfnisse seiner Nutzer ein. Obwohl es zeit- und typengleiche Einrichtungen auf dem gesamten Gebiet der ehemaligen DDR gegeben hat, blieben nur wenige originalgetreu erhalten. Neben dem exemplarischen ist somit auch der wissenschaftlich-dokumentarische Wert des Schutzobjektes für die Baugeschichte zu betonen. Zudem bezeugt das Denkmal gesellschaftliche und wirtschaftliche Verhältnisse, welche sich auf das Bestreben einen typisierten Schulbau zu entwerfen beziehen.       | 09303789 |
| Weitere Bilder                          | Eisenbahnbrücke über die Altendorfer Straße | Altendorfer Straße 96 (bei) (Karte)                                                                | 1902–1903 | Schmale Bogenbrücke der Bahnstrecke Küchwald–Obergrüna in Stahlbetonbauweise mit rustizierter Werksteinverkleidung, nur dem Güterverkehr dienende Nebenstrecke, technikgeschichtlich und baugeschichtlich von Bedeutung. Die Eisenbahnbrücke über die Altendorfer Straße im Ortsteil Altendorf gehört zu einer am 17. Dezember 1903 eröffneten normalspurigen Eisenbahnstrecke. Hierbei handelt es sich um eine 11,665 km lange, nicht elektrifizierte Nebenstrecke, die ausschließlich dem Güterverkehr dienen sollte. Mit dem Bau der Strecke sollte die Belieferung der Industrie in Altendorf vorrangig befördert werden. Gleichzeitig diente sie auch als Ausweichstrecke der Hauptstrecke von Chemnitz nach Zwickau. Am 30. September 2004 erfolgte endgültig ihre Stilllegung. Eine Nachnutzung als Rad- und Wanderweg ist derzeit geplant. Am Streckenkilometer 4,049 befindet sich die 1902 bis 1903 erbaute Eisenbahnüberführung über die Altendorfer Straße mit den Abmessungen 30,0/5,0/4,5m. Dabei handelt es sich um eine Betonbogenbrücke mit Bruchsteinverkleidung. Die Brücke blieb in guten Originalzustand erhalten. Sie ist ein bauliches Zeugnis der nunmehr stillgelegten Eisenbahnstrecke zwischen Chemnitz Küchwald und Wüstenbrand und daher von stadtgeschichtlicher sowie verkehrsgeschichtlicher Bedeutung. | 09204675 |
| Weitere Bilder                          | Villa mit Garten | Am Feldschlößchen 16 (Karte)                                                                       | 1906 | Ehemaliger Wohnsitz des Besitzers der Feldschlößchenbrauerei, gute architektonische Qualität, barockisierender Dacherker, weitestgehend original, vermutlich wertvolle Innenausstattung, baugeschichtlich von Bedeutung | 09204679 |
| Weitere Bilder                          | Brauerei bestehend aus Malzturm, Sudhaus mit Schankstube und angebautem Malzlager sowie Brauereitechnik, Wasserturm mit angebautem Laborgebäude, Sozialgebäude mit Speisesaal, zwei Abfüllgebäuden und Verwaltungsgebäude (ehemalige Feldschlößchenbrauerei) | Am Feldschlößchen 18 (Karte)                                                                       | 1868 (Gründung); 1927–1928 (Sozialgebäude und Abfüllgebäude); 1937–1938 (Sudhaus und Malzlager)                                                   | Einer der bedeutendsten historischen Brauereibetriebe in Chemnitz, bemerkenswerte architektonische Zeugnisse verschiedener Bauphasen, besonders wertvoll das unverändert erhaltene Sudhaus mit Schankstube (1937/38) und den bauzeitlichen Brauereikesseln sowie weiterer für den Brauereiprozess notwendigen technischen Ausstattungselementen, im Malzlager (1937/38) bauzeitliche Raumgliederung des Lagers erhalten, ferner der Speisesaal im Sozialgebäude (1927/28) sowie das Verwaltungsgebäude (1936) mit teilweise erhaltener Ausstattung, baugeschichtlich, technikgeschichtlich und ortsgeschichtlich von Bedeutung | 09204678 |
| Weitere Bilder                          | Wohnsiedlung der Siedlungsgesellschaft Altendorf (Sachgesamtheit) | Am Karbel 1, 3, 5, 7, 9, 11, 13, 15 (Ammonstraße 2; Paul-Jäkel-Straße 80–92; Talanger 1–7) (Karte) | 1913–1926 | Sachgesamtheit Wohnsiedlung der Siedlungsgesellschaft Altendorf, mit den Einzeldenkmalen: Siedlungshäuser einer Wohnanlage (siehe Am Karbel 1-15, 09203287, Ammonstraße 2, 09203296, Paul-Jäkel-Straße 80-92, 09203302, sowie Talanger 1-7, 09203303), mit Freiflächengestaltung und Vorgärten sowie Wohngrün (Gartendenkmal); einer der herausragenden Siedlungskomplexe der 1920er Jahre in Chemnitz, bemerkenswert auf Grund seiner einheitlichen Gestaltung mit markanten expressionistischen Formanklängen und seiner wirkungsvollen städtebaulichen Gesamtform, es entsteht eine beeindruckende, durch ein gotisierendes Bogenmuster charakterisierte Platzanlage, von baukünstlerischer, städtebaulicher und gartenkünstlerischer Bedeutung | 09302610 |
| Weitere Bilder                          | Fünf Wohnhäuser (Nr. 1/3, Nr. 7/9, Nr. 13/15, Nr. 5, Nr. 11) einer Wohnanlage (einzeldenkmale der Sachgesamtheit 09302610) | Am Karbel 1, 3, 5, 7, 9, 11, 13, 15 (Karte)                                                        | 1926 (Am Karbel 7, 9); 1927/1928 (Am Karbel 5, 11, 13 und 15); 1927 (Am Karbel 1, 3)                                                              | Einzeldenkmale der Sachgesamtheit Wohnsiedlung der Siedlungsgesellschaft Altendorf; einer der herausragenden Siedlungskomplexe der 1920er Jahre in Chemnitz, bemerkenswert auf Grund seiner einheitlichen Gestaltung mit markanten expressionistischen Formanklängen und seiner wirkungsvollen städtebaulichen Gesamtform, es entsteht eine beeindruckende, durch ein gotisierendes Bogenmuster charakterisierte Platzanlage, siehe auch unter Ammonstraße 2, Paul-Jäkel-Straße 80–92 sowie Talanger 1–7, von baukünstlerischer, städtebaulicher und gartenkünstlerischer Bedeutung | 09203287 |
|                                         | Zwei Gaslaternen der Firma Vulkan (Einzeldenkmale der Sachgesamtheit 09304092) | Am Karbel 3 (neben), 15 (neben) (Karte)                                                            | 1854 bis Ende 19. Jahrhundert (Laternenmast); in den 1920ern (Laterne Firma Vulkan)                                                               | Einzeldenkmale innerhalb der Sachgesamtheit Gasbeleuchtung Chemnitz; beide Gaslaternen weisen eine für Chemnitz inzwischen einzigartige Mastgestaltung auf, aufgrund ihrer Singularität von hoher technikgeschichtlicher sowie in Korrespondenz mit der markanten umgebenden Wohnbebauung aus den 1920er Jahren von besonders stadtbildprägender Bedeutung. Im Jahr 2014 wurden die zwei Gaslaternen abmontiert und bei einem Chemnitzer Energieunternehmen eingelagert. Geplant ist, die Laternen in anderen Stadtteilen wieder aufzustellen. Die zwei Gaslaternen befinden sich an der Zuwegung der Häuser Am Karbel 1–15 (Wohnsiedlung der Siedlungsgesellschaft Altendorf). Beide bestehen aus einem sogenannten „Muschelmast“ (vgl. hierzu die Beschreibung der Mastform in Sachgesamtheitsdokument 09304092) sowie einer Rundmantellaterne der Firma Vulkan mit schwarz emailliertem Dach. Die umgebende expressionistisch gestaltete Wohnbebauung aus den 1920er Jahren mit ihren überwiegend gezackten Formen bildet zu den gerundeten, spielerischen Formen der Laternenmasten einen interessanten Kontrapunkt. Mit ihrer außergewöhnlichen Form, ihrem zentralen Standort sowie der spezifischen Qualität des ausgestrahlten warmen Gaslichtes haben sie nicht nur Anteil an der heutigen Gesamtwirkung des Siedlungsensembles, sondern führen vor allem auch die ursprünglich geplante Ausstrahlung der Siedlung für die Bevölkerung erlebbar. Aufgrund ihrer technikgeschichtlichen und stadtbildprägenden Bedeutung (Denkmalfähigkeit) sowie ihrer Singularität als Kriterium des öffentlichen Erhaltungsinteresses (Denkmalwürdigkeit) sind beide Gaslaternen als Denkmale zu erachten.                             | 09304093 |
| Weitere Bilder                          | Israelitischer Friedhof (Sachgesamtheit) | Am Laubengang (Karte)                                                                              | 1878 (Weihung) | Sachgesamtheit Israelitischer Friedhof, mit den Einzeldenkmalen: Leichenhalle, Ehrenmal für die jüdischen Opfer der NS-Gewaltherrschaft und alle historischen Grabstellen (siehe auch Sachgesamt 09302514); israelitische Friedhofsanlage von herausragender kulturhistorischer Bedeutung, dichter historischer Baumbestand, qualitätvolle, in expressionistischen Formen umgebaute Leichenhalle, zahlreiche Grabstellen von teilweise erheblichem gestalterischem Wert, vielfach in Formen der Neuen Sachlichkeit. | 09302514 |
| Weitere Bilder                          | Leichenhalle, Ehrenmal für die jüdischen Opfer der NS-Gewaltherrschaft und alle historischen Grabstellen (Einzeldenkmale der Sachgesamtheit 09302514) | Am Laubengang (Karte)                                                                              | 1882 (Baugenehmigung Trauerhalle); 1924–1927 (Erweiterung Trauerhalle); 19./20. Jahrhundert (Grabmale)                                            | Einzeldenkmale der Sachgesamtheit Israelitischer Friedhof; israelitische Friedhofsanlage von herausragender kulturhistorischer Bedeutung, dichter historischer Baumbestand, qualitätvolle, in expressionistischen Formen umgebaute Leichenhalle, zahlreiche Grabstellen von teilweise erheblichem gestalterischem Wert, vielfach in Formen der Neuen Sachlichkeit | 09204682 |
| Weitere Bilder                          | Wohnhaus (mit Talanger 2/4/6) einer Wohnanlage (Einzeldenkmal der Sachgesamtheit 09302610) | Ammonstraße 2 (Karte)                                                                              | Mitte 1920er Jahre | Einzeldenkmal der Sachgesamtheit Wohnsiedlung der Siedlungsgesellschaft Altendorf; einer der herausragenden Siedlungskomplexe der 1920er Jahre in Chemnitz, bemerkenswert auf Grund seiner einheitlichen Gestaltung mit markanten expressionistischen Formanklängen und seiner wirkungsvollen städtebaulichen Gesamtform, es entsteht eine beeindruckende, durch ein gotisierendes Bogenmuster charakterisierte Platzanlage, siehe auch unter Am Karbel 1–15, Paul-Jäkel-Straße 80–92 sowie Talanger 1–7, von baukünstlerischer, städtebaulicher und gartenkünstlerischer Bedeutung | 09203296 |
| Weitere Bilder                          | Gedenktafel für Alfons Pech an einem Wohnhaus | Ammonstraße 43 (Karte)                                                                             | 1945 | Zum Gedenken an den antifaschistischen Widerstandskämpfer und Gewerkschafter Alfons Pech (1894–1945), personengeschichtlich von Bedeutung | 09300464 |
|                                         | Zwei Portierhäuschen (ehemals zu Chemische Fabrik Eduard Beyer) | Beyerstraße 21, 23 (Karte)                                                                         | 1873 | Spätklassizistische Kleinarchitekturen, flankierten die Einfahrt zum Fabrikgelände der Chemischen Fabrik für Tinten, Klebstoffe, Hektographenartikel und Schreibmaschinen-Bänder Eduard Beyer, ortsgeschichtlich von Bedeutung | 09204677 |
| Weitere Bilder                          | Villa Körner mit Villengarten und Einfriedung | Beyerstraße 25 (Karte)                                                                             | 1913–1914 | Architekturhistorisch bedeutsamer Villenbau, ein Werk des Architekten Henry van de Velde für den Fabrikanten Theodor Körner (siehe auch benachbartes Fabrikgelände, Beyerstraße 21/23), wichtiges Zeugnis der frühen Moderne in Chemnitz, künstlerisch von Bedeutung | 09204676 |
|                                         | Doppelmietshaus in geschlossener Bebauung mit Vorgarten | Bodelschwinghstraße 19, 21 (Karte)                                                                 | 1910 | Qualitätvolle Mietsbauten mit gemeinsamem, beherrschendem Ziergiebel, Jugendstilmotive, baugeschichtlich von Bedeutung | 09204651 |
|                                         | Mietshaus in halboffener Bebauung in Ecklage mit Laden und Vorgarten | Bodelschwinghstraße 23 (Karte)                                                                     | 1911 | Qualitätvoller Mietsbau, markante Akzentuierung der Ecksituation, geometrische und figürliche Putzdekoration, baugeschichtlich von Bedeutung | 09204648 |
|                                         | Mietshaus in geschlossener Bebauung mit Vorgarten | Bodelschwinghstraße 24 (Karte)                                                                     | 1905 | Qualitätvoller Mietsbau mit ausgewogener Fassadengliederung und anspruchsvoller Innenausstattung, baugeschichtlich von Bedeutung | 09204647 |
|                                         | Mietshaus in geschlossener Bebauung mit Vorgarten | Bodelschwinghstraße 26 (Karte)                                                                     | 1905 | Qualitätvoller Mietsbau mit ausgewogener Fassadengliederung, baugeschichtlich von Bedeutung | 09204650 |
|                                         | Mietshaus in halboffener Bebauung mit Vorgarten | Bodelschwinghstraße 27 (Karte)                                                                     | Bezeichnet mit 1894 | Qualitätvoller Mietsbau, turmartige Eckausbildung, Porphyrdetails, baugeschichtlich von Bedeutung | 09204646 |
|                                         | Mietshaus in geschlossener Bebauung in Ecklage mit Vorgarten | Bodelschwinghstraße 28 (Karte)                                                                     | 1905/1906 | Qualitätvoller Mietsbau, markante Akzentuierung der Ecksituation, Jugendstilmotive, baugeschichtlich von Bedeutung | 09204645 |
|                                         | Mietshaus in halboffener Bebauung in Ecklage, mit Vorgarten | Bodelschwinghstraße 29 (Karte)                                                                     | 1910 | Typischer Mietshausbau der Jahrhundertwende in städtebaulich wichtiger Ecklage, baugeschichtlich von Bedeutung | 09204643 |
| Weitere Bilder                          | Klinikum Küchwald (Sachgesamtheit) | Bürgerstraße 2 (Karte)                                                                             | 1912–1915 | Sachgesamtheit Klinikum Küchwald mit folgenden Einzeldenkmalen (siehe 09204728): - Stations- und Bettenhäuser (Häuser Nr. 1, 2, 3, 4, 5, 6, 11 und 12) - zwei Verbindungsgänge zwischen den Häusern 3, 4 und 5 - Pförtnerhäuschen (Häuser 20 und 21) - technisches Betriebsgebäude (ehemaliges Kesselhaus, Haus 17) - ehemalige Pathologie (Haus 15) - Verwaltungsgebäude (ehemalige Wäscherei, Haus 19) - Verwaltungsgebäude (ehemaliges Küchengebäude, Haus 24) - zwei Wohnhäuser (Häuser 22 und 23) - ein zeitgenössischer Hydrant - zwei Torpfeiler - straßenseitige Einfriedung - parkartige Grünanlage Krankenhauskomplex mit einer Gruppe regelmäßig angeordneter, aufeinander bezogener Stations- und Bettenhäuser sowie vorgelagerten Betriebsgebäuden in unregelmäßiger Anordnung, Putzbauten im Stil der Reformarchitektur des beginnenden 20. Jahrhunderts, umgeben von parkartig gestalteten Grünanlagen mit altem Baumbestand, ortsgeschichtlich und baugeschichtlich von Bedeutung. | 09302603 |
| Weitere Bilder                          | Stations- und Bettenhäuser (Häuser Nr. 1, 2, 3, 4, 5, 6, 11 und 12), zwei Verbindungsgänge zwischen den Häusern 3, 4 und 5, Pförtnerhäuschen (Häuser 20 und 21), technisches Betriebsgebäude (ehemaliges Kesselhaus, Haus 17), ehemalige Pathologie (Haus 15), Verwaltungsgebäude (ehemalige Wäscherei, Haus 19), Verwaltungsgebäude (ehemaliges Küchengebäude, Haus 24) und zwei Wohnhäuser (Häuser 22 und 23), ein zeitgenössischer Hydrant, zwei Torpfeiler und straßenseitige Einfriedung sowie parkartige Grünanlage (Einzeldenkmale der Sachgesamtheit 09302603) | Bürgerstraße 2 (Karte)                                                                             | 1912–1915 (Krankenhausbestandteil); um 1915 (Hydrant)                                                                                             | Einzeldenkmale der Sachgesamtheit Klinikum Küchwald; Krankenhauskomplex mit einer Gruppe regelmäßig angeordneter, aufeinander bezogener Stations- und Bettenhäuser sowie vorgelagerten Betriebsgebäuden in unregelmäßiger Anordnung, Putzbauten im Stil der Reformarchitektur des beginnenden 20. Jahrhunderts, umgeben von parkartig gestalteten Grünanlagen mit altem Baumbestand, ortsgeschichtlich und baugeschichtlich von Bedeutung | 09204728 |
| Weitere Bilder                          | Schule mit Turnhalle | Ernst-Heilmann-Straße 11 (Karte)                                                                   | 1898 | Mächtiger, städtebaulich wirksamer, gründerzeitlicher Schulbau mit kräftigem Mittelrisalit, stadtgeschichtlich und baugeschichtlich von Bedeutung | 09204670 |
|                                         | Mietshaus in halboffener Bebauung mit Vorgarten und Einfriedung | Ernst-Heilmann-Straße 12 (Karte)                                                                   | 1914 | Qualitätvoller Mietsbau, kräftiges Fassadenrelief, ornamentale und figürliche Putzdekoration, markanter Abschluss der Zeile Ernst-Heilmann-Straße 12–20, baugeschichtlich von Bedeutung | 09204669 |
|                                         | Mietshaus in geschlossener Bebauung mit Vorgarten und Einfriedung | Ernst-Heilmann-Straße 14 (Karte)                                                                   | 1914 | Qualitätvoller Mietsbau, kräftiges, symmetrisch akzentuiertes Fassadenrelief, differenzierte Putzgliederung, baugeschichtlich von Bedeutung | 09204668 |
|                                         | Mietshaus in geschlossener Bebauung mit Vorgarten und Einfriedung | Ernst-Heilmann-Straße 16 (Karte)                                                                   | 1909/1910 | Zeittypischer Mietsbau, differenzierte Putzgliederung, baugeschichtlich von Bedeutung | 09204638 |
|                                         | Mietshaus in geschlossener Bebauung mit Vorgarten und Einfriedung | Ernst-Heilmann-Straße 18 (Karte)                                                                   | 1909/1910 | Zeittypischer Mietsbau, straffe Lisenengliederung, markante Dacherker, baugeschichtlich von Bedeutung | 09204637 |
|                                         | Mietshaus in halboffener Bebauung mit Vorgarten und Einfriedung | Ernst-Heilmann-Straße 20 (Karte)                                                                   | 1911 | Zeittypischer Mietsbau mit differenziertem Fassadenrelief und originaler Putzstruktur, baugeschichtlich von Bedeutung | 09204636 |
|                                         | Mietvilla mit Garten und Einfriedung | Flemmingstraße 2a (Karte)                                                                          | 2. Hälfte 1920er Jahre | Qualitätvoller Wohnbau in sehr gutem Erhaltungszustand, zusammengehörig mit benachbartem Krankenhaus, baugeschichtlich von Bedeutung | 09204698 |
| Weitere Bilder                          | Frauenklinik (Sachgesamtheit) | Flemmingstraße 2b, 2c, 4 (Karte)                                                                   | 1918 eröffnet (Krankenhausanlage); 1926–1927 (Säuglingsklinik)                                                                                    | Sachgesamtheit Frauenklinik, mit den Einzeldenkmalen (siehe 09204699) und mit vorgelagerter Gartenanlage (Gartendenkmal): - Krankenhaus (Nr. 4 und Nr. 2c) - Ärztewohnhaus (Nr. 2b) - Einfriedung Ausgedehnter Komplex miteinander verbundener Einzelgebäude, bedeutend als in ihrer ursprünglichen Geschlossenheit erhaltene, kaum veränderte Anlage der kommunalen Gesundheitsversorgung, ortsgeschichtlich von Bedeutung. | 09302645 |
| Weitere Bilder                          | Frauenklinik (Nr. 4), Säuglingsklinik (Nr. 2c) und Ärztewohnhaus (Nr. 2b) sowie Einfriedung (Einzeldenkmale der Sachgesamtheit 09302645) | Flemmingstraße 2b, 2c, 4 (Karte)                                                                   | 1918 eröffnet (Klinik); 1919 (Amtswohnung Chefarzt); 2. Hälfte 1920er Jahre (Wohnhaus); 1926–1927 (Säuglingsklinik)                               | Einzeldenkmale der Sachgesamtheit Frauenklinik; ausgedehnter Komplex miteinander verbundener Einzelgebäude, bedeutend als in ihrer ursprünglichen Geschlossenheit erhaltene, kaum veränderte Anlage der kommunalen Gesundheitsversorgung, ortsgeschichtlich von Bedeutung | 09204699 |
| Weitere Bilder                          | Landesblindenanstalt (Sachgesamtheit), Rehabilitationszentrum für Blinde und Sehbehinderte | Flemmingstraße 8, 8a, 8b, 8c, 8d, 8e, 8f, 8g, 8h (Karte)                                           | 1905 gegründet | Sachgesamtheit Landesblindenanstalt, mit folgenden Einzeldenkmalen, weiterhin Einfriedung des Grundstücks, die zwischen den Gebäuden liegenden Gartenanlagen und sog. Kollektorengänge zur haustechnischen Versorgung der Gebäude (Sachgesamtheitsteile): - Gebäude 1–11, 15–19, 21–23, 25–31, 34, 36–40, 45–48, 52 - Wagenremisen und scheunenartiges Gebäude (bei Nr. 19) - Taubenhaus (hinter Nr. 52) - Keller (bei Nr. 47) - sowie Gefallenendenkmal bei Nr. 40 Wertvolle architektonisch-städtebauliche Gesamtanlage mit rechtwinkligem Wegenetz bei freier Anordnung der abwechslungsreich gestalteten Einzelgebäude, unter denen sich Kirche, Verwaltungs- und Schulgebäude, eine Turnhalle, ein großes Gebäude für die Betriebstechnik und zahlreiche Wohnbauten befinden, historisch bedeutsam als ungewöhnlich großer Komplex von Sozialbauten, bemerkenswert aufgrund seines sehr guten Erhaltungszustandes, ortsgeschichtlich und baugeschichtlich von Bedeutung. | 09204694 |
| Weitere Bilder                          | Gebäude 1–11, 15–19, 21–23, 25–31, 34, 36–40, 45–48, 52, Wagenremisen und scheunenartiges Gebäude (bei Nr. 19), Taubenhaus (hinter Nr. 52), Keller (bei Nr. 47) sowie Gefallenendenkmal bei Nr. 40 (Einzeldenkmale der Sachgesamtheit 09204694) | Flemmingstraße 8, 8a, 8b, 8c, 8d, 8e, 8f, 8g, 8h (Karte)                                           | 1905 gegründet (Heilanstalt); nach 1918 (Kriegerdenkmal)                                                                                          | Einzeldenkmale der Sachgesamtheit Landesblindenanstalt; wertvolle architektonisch-städtebauliche Gesamtanlage mit rechtwinkligem Wegenetz bei freier Anordnung der abwechslungsreich gestalteten Einzelgebäude, unter denen sich Kirche, Verwaltungs- und Schulgebäude, eine Turnhalle, ein großes Gebäude für die Betriebstechnik und zahlreiche Wohnbauten befinden, historisch bedeutsam als ungewöhnlich großer Komplex von Sozialbauten, bemerkenswert aufgrund seines sehr guten Erhaltungszustandes, ortsgeschichtlich und baugeschichtlich von Bedeutung. | 09299969 |
|                                         | Mietshaus in geschlossener Bebauung mit Vorgarten | Gustav-Adolf-Straße 2 (Karte)                                                                      | 1902 | Qualitätvoller Mietsbau mit reichem Bauschmuck, baugeschichtlich von Bedeutung | 09204692 |
|                                         | Mietshaus in geschlossener Bebauung mit Vorgarten | Gustav-Adolf-Straße 6 (Karte)                                                                      | 1902 | Qualitätvoller Mietsbau mit straffer Fassadengliederung in zweifarbigem Ziegelverblender, baugeschichtlich von Bedeutung | 09204691 |
| Weitere Bilder                          | Mietshaus in geschlossener Bebauung mit Vorgarten | Gustav-Adolf-Straße 7 (Karte)                                                                      | 1903 | Zeittypischer gründerzeitlicher Klinkerbau mit guter Innenausstattung, von städtebaulichem und baugeschichtlichem Wert | 08992523 |
|                                         | Mietshaus in geschlossener Bebauung, mit Vorgarten | Gustav-Adolf-Straße 8 (Karte)                                                                      | 1890 | Gründerzeitlicher Wohnbau (Klinkerfassade) in geschlossenem Quartier, mit Treppenhausausmalung der 1950er Jahre, baugeschichtlich von Bedeutung | 09205458 |
|                                         | Mietshaus in geschlossener Bebauung mit Vorgarten | Gustav-Adolf-Straße 10 (Karte)                                                                     | 1890 | Bestandteil des gründerzeitlichen Quartiers mit originaler Ausstattung, baugeschichtlich von Bedeutung | 09205459 |
|                                         | Mietshaus in geschlossener Bebauung mit Vorgarten | Gustav-Adolf-Straße 11 (Karte)                                                                     | 1904 laut Bauakte | Stadtteiltypischer Wohnhausbau mit original erhaltener Ausstattung, baugeschichtlich von Bedeutung | 09205464 |
|                                         | Mietshaus in geschlossener Bebauung mit Vorgarten | Gustav-Adolf-Straße 12 (Karte)                                                                     | 1900 | Bestandteil des gründerzeitlichen Quartiers, Klinkerfassade, ungewöhnliche Dachgestaltung mit vier reich verzierten Dachhäuschen, baugeschichtlich von Bedeutung | 09302983 |
|                                         | Mietshaus in geschlossener Bebauung in Ecklage mit Vorgarten | Gustav-Adolf-Straße 16 (Karte)                                                                     | 1901 | Qualitätvoller Mietsbau mit charakteristischem Bauschmuck, baugeschichtlich von Bedeutung | 09204690 |
| Weitere Bilder                          | Mietshaus in geschlossener Bebauung konzipiert, mit Vorgarten | Gustav-Adolf-Straße 17 (Karte)                                                                     | 1900 | Zeittypisches gründerzeitliches Wohngebäude in Klinkermischbauweise von städtebaulicher und baugeschichtlicher Bedeutung | 09303038 |
|                                         | Mietshaus in geschlossener Bebauung in Ecklage, mit Vorgarten | Gustav-Adolf-Straße 19 (Karte)                                                                     | 1901 | Zeittypischer gründerzeitlicher Klinkerbau von städtebaulicher und baugeschichtlicher Bedeutung | 09301820 |
|                                         | Mietshaus in geschlossener Bebauung mit Vorgarten | Gustav-Adolf-Straße 20 (Karte)                                                                     | 1902 | Gründerzeitliche Klinkerfassade mit prächtigem Dekor, baugeschichtlich von Bedeutung | 09302985 |
| Weitere Bilder                          | Mietshaus in offener Bebauung in Ecklage, mit zwei Läden und Vorgarten | Gustav-Adolf-Straße 21 (Karte)                                                                     | 1902 | Anspruchsvoll gestalteter Mietsbau mit Fachwerkmotiven und charakteristischen Jugendstilfenstern, baugeschichtlich von Bedeutung | 09204656 |
| Weitere Bilder                          | Doppelmietshaus mit Vorgarten | Gustav-Adolf-Straße 23, 25 (Karte)                                                                 | 1902 | Anspruchsvoll gestalteter Mietsbau mit Fachwerkmotiven, differenzierter Putzdekoration und figürlichem Reliefschmuck, baugeschichtlich von Bedeutung | 09204655 |
|                                         | Mietshaus in geschlossener Bebauung mit Vorgarten | Gustav-Adolf-Straße 30 (Karte)                                                                     | 1904 | Jugendstilbau (Klinkerfassade) mit reizvollem Dekor, baugeschichtlich von Bedeutung | 09203126 |
|                                         | Mietshaus in geschlossener Bebauung mit Vorgarten | Gustav-Adolf-Straße 32 (Karte)                                                                     | 1905 | Klinkerfassade mit reizvollem Dekor, Anklänge an den Jugendstil, baugeschichtlich von Bedeutung | 09302984 |
|                                         | Mietshaus in geschlossener Bebauung in Ecklage mit Vorgarten | Gustav-Adolf-Straße 35 (Karte)                                                                     | 1900 | qualitätvoller Mietsbau, turmartige Akzentuierung des Eckbereichs, baugeschichtlich von Bedeutung | 09204649 |
|                                         | Miethaus in geschlossener Bebauung mit Vorgarten | Gustav-Adolf-Straße 39 (Karte)                                                                     | 1901 | gründerzeitlicher Wohnbau (Klinkerfassade) im Quartier, mit umfangreicher originaler Ausstattung, baugeschichtlich von Bedeutung | 09203236 |
| Weitere Bilder                          | Wohnstallhaus und Seitengebäude eines ehemaligen Vierseithofes | Gutsweg 7 (Karte)                                                                                  | Um 1800 (Seitengebäude); 1. Hälfte 19. Jahrhundert (Wohnstallhaus)                                                                                | Vollständig original erhaltene Gebäude eines Bauernhofes, Wohnstallhaus als früher Mauerwerksbau mit charakteristischem Schopfwalmdach, Seitengebäude mit Fachwerkkonstruktion im Obergeschoss, baugeschichtlich von Bedeutung | 09204673 |
|                                         | Mietshaus in geschlossener Bebauung in Ecklage mit Vorgarten und Einfriedung | Kochstraße 19 (Karte)                                                                              | 1902 | Reich dekorierter Mietwohnbau, symmetrisch die Straßenecke betonend, städtebaulich und baugeschichtlich von Bedeutung | 09204693 |
|                                         | Miethaus in geschlossener Bebauung mit Vorgarten (Nebenanlage) | Kochstraße 21 (Karte)                                                                              | 1901 | Gründerzeitlicher Bau in Klinkermischbauweise in gutem Originalzustand, baugeschichtlich von Bedeutung | 09247736 |
| Weitere Bilder                          | Mietshaus in geschlossener Bebauung in Ecklage mit Vorgarten | Kochstraße 25 (Karte)                                                                              | 1903 | Reich dekorierter Mietwohnbau, symmetrisch die Straßenecke betonend, städtebaulich und baugeschichtlich von Bedeutung | 09302986 |
|                                         | Mietshaus in geschlossener Bebauung mit Vorgarten | Kochstraße 29 (Karte)                                                                              | 1907 | Qualitätvoller Mietwohnbau mit zeittypisch gestalteter Fassade, zusammengehörig mit Nr. 31, 33, 35 und 37, symmetrisch mit Nr. 37, städtebaulich und baugeschichtlich von Bedeutung | 09204664 |
|                                         | Mietshaus in geschlossener Bebauung mit Vorgarten | Kochstraße 31 (Karte)                                                                              | 1907 | Zeittypischer Mietsbau mit charakteristischen ornamentalen Details, zusammengehörig mit Nr. 29, 33, 35 und 37, symmetrisch mit Nr. 35, städtebaulich und baugeschichtlich von Bedeutung | 09204659 |
|                                         | Mietshaus in geschlossener Bebauung mit Vorgarten | Kochstraße 33 (Karte)                                                                              | Bezeichnet mit 1907 | Qualitätvoller Mietsbau mit rustizierter Sandsteinverkleidung im Erdgeschoss, Standerker mit Pilastergliederung, zusammengehörig mit Nr. 29, 31, 35 und 37, städtebaulich und baugeschichtlich von Bedeutung | 09204658 |
|                                         | Mietshaus in geschlossener Bebauung mit Vorgarten | Kochstraße 35 (Karte)                                                                              | 1908 | Zeittypischer Mietsbau mit charakteristischen ornamentalen Details, zusammengehörig mit Nr. 29, 31, 33 und 37, symmetrisch mit Nr. 31, städtebaulich und baugeschichtlich von Bedeutung | 09204660 |
|                                         | Mietshaus in geschlossener Bebauung mit Vorgarten | Kochstraße 37 (Karte)                                                                              | 1908 | Qualitätvoller Mietwohnbau mit zeittypisch gestalteter Fassade, zusammengehörig mit Nr. 29, 31, 33 und 35, symmetrisch mit Nr. 29, städtebaulich und baugeschichtlich von Bedeutung | 09204661 |
| Direkt Bild zu diesem Denkmal hochladen | Mietshaus in geschlossener Bebauung, mit Vorgarten | Kochstraße 43 (Karte)                                                                              | 1910 | Gebäude im geschlossenen Mietshaus-Ensemble, Architektur zwischen Jugend- und Reformstil, mit baugeschichtlichem und ortsteilentwicklungsgeschichtlichem Wert. Albrecht Wolf war Bauunternehmer für das in geschlossener Bebauung aufgeführte Gebäude mit drei Wohnungen pro Etage nebst Dachgeschossausbau. Dort waren zwei Wohneinheiten eingerichtet, drei Schlafkammern und acht Gerätekammern. Bauantrag wurde am 17. März 1910 gestellt – die Schlussprüfung erfolgte bereits zum 29. Oktober des gleichen Jahres. Der Plan für den Einbau einer direkten Abschwemmung datiert von 1974. Im Jahr 1979 Übernahme des Grundstücks durch den VEB Gebäudewirtschaft Chemnitz. Vorstehende Mittelachsen und zwei Seitenrisalite mit Zwerchhäusern charakterisieren die dem ausklingenden Jugendstil verpflichtete Putzfassade. Kunststeinformteile fanden u. a. für die Rahmung der Fenster Verwendung. Original erhalten ist die gesamte Ausstattung im Haus, ebenso die zeittypische Vorgarteneinfriedung. Das Haus im geschlossenen Mietshaus-Ensemble mit baugeschichtlichem und ortsteilentwicklungsgeschichtlichem Wert. | 09304598 |
|                                         | Mietshaus in geschlossener Bebauung mit Vorgarten | Kochstraße 45 (Karte)                                                                              | 1910 | Zeittypischer Mietsbau mit sparsamer Putzdekoration und bewegter Massengliederung, im Reformstil der Zeit um 1910, baugeschichtlich von Bedeutung | 09302987 |
|                                         | Mietshaus in geschlossener Bebauung mit Einfriedung und Vorgarten | Kochstraße 47 (Karte)                                                                              | 1910 | Zeittypischer Mietsbau mit sparsamer Putzdekoration und bewegter Massengliederung, im Reformstil der Zeit um 1910, baugeschichtlich von Bedeutung | 09204641 |
| Direkt Bild zu diesem Denkmal hochladen | Mietshaus in geschlossener Bebauung in Ecklage | Limbacher Straße 113 (Karte)                                                                       | Um 1903 | Laden und Eckladen, baugeschichtlich von Bedeutung | 09306552 |
|                                         | Mietshaus und Post in geschlossener Bebauung | Limbacher Straße 148 (Karte)                                                                       | Um 1920 | Qualitätvoller Wohnbau mit öffentlicher Funktion im Erdgeschoss, charakteristischer Dekor, zeittypischer Bauschmuck, baugeschichtlich von Bedeutung | 09204613 |
| Weitere Bilder                          | Fabrikantenvilla und Einfriedung (ehemalige Firma Richard Graßmann) | Limbacher Straße 167 (Karte)                                                                       | Um 1900 | Das anspruchsvoll gestaltete Gebäude wurde auch als Kontor genutzt, letztes bauliches Zeugnis der bedeutenden Fabrikanlage Graßmann, baugeschichtlich, industriehistorisch und ortsgeschichtlich von Bedeutung. Ehemals denkmalgeschütztes angebautes dreigeschossiges Fertigungsgebäude im Februar 2015 abgerissen. Der eingeschossige Anbau der 1920er Jahre in der Wechselburger Straße 1/3 vor 2009 abgebrochen. | 09204617 |
|                                         | Doppelmietshaus in offener Bebauung | Limbacher Straße 170, 172 (Karte)                                                                  | Ende 19. Jahrhundert | Qualitätvolle gründerzeitliche Mietsbauten, markante Lage an einer Straßenbiegung, Bauschmuck in Porphyr, baugeschichtlich von Bedeutung | 09204615 |
| Weitere Bilder                          | Mietshaus in offener Bebauung und villenartiges Hinterhaus | Limbacher Straße 174 (Karte)                                                                       | Um 1905 (Hinterhaus); um 1910 (Vorderhaus) | Qualitätvoller Mietsbau im Reformstil der Zeit um 1910, mit charakteristischem Mittelerker und bemerkenswertem Durchfahrtsgitter, baugeschichtlich von Bedeutung | 09204616 |
| Weitere Bilder                          | Fallwerk zur Schrottzerkleinerung auf dem Gelände einer Altwarenhandlung inklusive eines Maschinenhäuschens | Limbacher Straße 230 (Karte)                                                                       | 1936 nach Auskunft des Eigentümers | In Chemnitz einmalige Turmkonstruktion zur Zertrümmerung von Gusseisenschrott, technische Vorrichtung original erhalten, technikgeschichtlich von Bedeutung | 09204727 |
|                                         | Mietshaus in Ecklage | Michaelstraße 1 (Karte)                                                                            | 1907 | Qualitätvoller Mietsbau in markanter städtebaulicher Situation, differenzierter Bauschmuck, charakteristische figürliche Elemente, baugeschichtlich von Bedeutung | 09204574 |
|                                         | Wohnhaus in ehemals geschlossener Bebauung | Michaelstraße 5 (Karte)                                                                            | 1845 | Eines der ersten steinernen Häuser nach Kappel und Zeugnis der dörflichen Bebauung, vgl. Fachwerkhaus Nr. 8 gegenüber, ortsentwicklungsgeschichtlich von Bedeutung | 09205466 |
| Weitere Bilder                          | Nikolaifriedhof (Sachgesamtheit) | Michaelstraße 15 (Karte)                                                                           | 1815 angelegt | Sachgesamtheit Nikolaifriedhof mit folgenden Einzeldenkmalen sowie Friedhofsanlage als Sachgesamtheitsteil (siehe 09204681): - Friedhofskapelle - Kriegerdenkmal für die Gefallenen des Ersten Weltkrieges - mehrere wertvolle Grabmale und Grabanlagen - Friedhofsgestaltung (Gartendenkmal) - Einfriedungsmauer Architektonisch anspruchsvolle Friedhofskapelle, historisierender Ziegelbau, bemerkenswerte Grabkapelle sowie zahlreiche teils ortsgeschichtlich bedeutsame Grabmale, baugeschichtlich, künstlerisch und ortsgeschichtlich von Bedeutung. | 09302647 |
| Weitere Bilder                          | Friedhofskapelle, Denkmal für die Gefallenen des Ersten Weltkrieges, zwei Gedenksteine, Grufthaus, mehrere wertvolle Grabmale und Grabanlagen, Friedhofsgestaltung und Einfriedungsmauer (Einzeldenkmale der Sachgesamtheit 09302647) | Michaelstraße 15 (Karte)                                                                           | Vor 1885 (Grufthaus); 1891–1892 (Friedhofskapelle); Ende 19. Jahrhundert bis 1983 (Grabmale); 1922 (Kriegerdenkmal)                               | Einzeldenkmale der Sachgesamtheit; architektonisch anspruchsvolle Friedhofskapelle, historisierender Ziegelbau, bemerkenswerte Grabkapelle sowie zahlreiche teils ortsgeschichtlich bedeutsame Grabmale, baugeschichtlich, künstlerisch und ortsgeschichtlich von Bedeutung | 09204681 |
|                                         | Villa Arnold mit Garten | Michaelstraße 63 (Karte)                                                                           | Ende 19. Jahrhundert | Repräsentativer Villenbau, im Kern aus der Gründerzeit, baugeschichtlich von Bedeutung | 09204633 |
| Weitere Bilder                          | Einfamilienhaus mit Einfriedungsmauer | Michaelstraße 65a (Karte)                                                                          | 1926–1927 | Kleiner kubischer Villenbau, in Chemnitz seltene Annäherung an die Formen der Neuen Sachlichkeit, weitestgehend original, Architekt: Paul Kranz, baugeschichtlich von Bedeutung | 09204631 |
|                                         | Mietshaus in geschlossener Bebauung in Ecklage, mit Vorgarten zur Weststraße | Michaelstraße 71 (Karte)                                                                           | 1905 | Zeittypischer gründerzeitlicher Mietsbau, markante städtebauliche Position, baugeschichtlich von Bedeutung | 09204630 |
| Weitere Bilder                          | Eisenbahnbrücke über die Paul-Jäkel-Straße | Paul-Jäkel-Straße (Karte)                                                                          | 1901–1902 | Schmale Bogenbrücke der Bahnstrecke Küchwald–Obergrüna in Stahlbetonbauweise mit rustizierter Werksteinverkleidung, nur dem Güterverkehr dienende Nebenstrecke, verkehrsgeschichtlich und technikgeschichtlich von Bedeutung. Die Eisenbahnbrücke über die Paul-Jäckel-Straße im Ortsteil Altendorf gehört zu einer am 17. Dezember 1903 eröffneten normalspurigen Eisenbahnstrecke. Hierbei handelt es sich um eine 11,665 km lange, nicht elektrifizierte Nebenstrecke, die ausschließlich dem Güterverkehr dienen sollte. Mit dem Bau der Strecke sollte die Belieferung der Industrie in Altendorf vorrangig befördert werden. Gleichzeitig diente sie auch als Ausweichstrecke der Hauptstrecke von Chemnitz nach Zwickau. Am 30. September 2004 erfolgte endgültig ihre Stilllegung. Eine Nachnutzung als Rad- und Wanderweg ist derzeit geplant. Am Streckenkilometer 4,20 befindet sich die 1901–1902 erbaute Eisenbahnüberführung über die Paul-Jäckel-Straße mit den Abmessungen 38,3/6,4/4,5. Dabei handelt es sich um eine Betonbogenbrücke mit Bruchsteinverkleidung. Die Brücke blieb in guten Originalzustand erhalten. Sie ist ein bauliches Zeugnis der nunmehr stillgelegten Eisenbahnstrecke zwischen Chemnitz Küchwald und Wüstenbrand und daher von stadtgeschichtlicher sowie verkehrsgeschichtlicher Bedeutung. | 09204674 |
|                                         | Mietshaus in geschlossener Bebauung | Paul-Jäkel-Straße 44 (Karte)                                                                       | 1910 | Zeittypischer gründerzeitlicher Klinkermischbau von baugeschichtlichem Wert, gleiche architektonische Gestaltung wie Nr. 46, baugeschichtlich von Bedeutung | 09247389 |
|                                         | Mietshaus in geschlossener Bebauung | Paul-Jäkel-Straße 46 (Karte)                                                                       | 1910 | Zeittypischer gründerzeitlicher Klinkermischbau von baugeschichtlichem Wert, gleiche architektonische Gestaltung wie Nr. 44, baugeschichtlich von Bedeutung | 09302995 |
| Weitere Bilder                          | Wohnhaus einer Wohnanlage (Einzeldenkmal der Sachgesamtheit 09302610) | Paul-Jäkel-Straße 80, 82, 84, 86, 88, 90, 92 (Karte)                                               | Mitte 1920er Jahre | Einzeldenkmal der Sachgesamtheit Wohnsiedlung der Siedlungsgesellschaft Altendorf; einer der herausragenden Siedlungskomplexe der 1920er Jahre in Chemnitz, bemerkenswert auf Grund seiner einheitlichen Gestaltung mit markanten expressionistischen Formanklängen und seiner wirkungsvollen städtebaulichen Gesamtform, es entsteht eine beeindruckende, durch ein gotisierendes Bogenmuster charakterisierte Platzanlage, siehe auch unter Am Karbel 1–15, Ammonstraße 2 sowie Talanger 1–7, von baukünstlerischer, städtebaulicher und gartenkünstlerischer Bedeutung | 09203302 |
|                                         | Mietshaus in geschlossener Bebauung mit Vorgarten | Ricarda-Huch-Straße 4 (Karte)                                                                      | 1900 | Gründerzeitbau (Klinkerfassade) mit prachtvollem Dekor, Dachaufbauten mit stuckiertem Sonnenmotiv, baugeschichtlich von Bedeutung | 09302988 |
|                                         | Mietshaus in geschlossener Bebauung mit Vorgarten | Ricarda-Huch-Straße 6 (Karte)                                                                      | 1905 | Gründerzeitbau (Klinkerfassade) mit schönem Dekor, markant gestaltete Dachaufbauten, baugeschichtlich von Bedeutung | 09302989 |
|                                         | Mietshaus in geschlossener Bebauung mit Vorgarten; | Ricarda-Huch-Straße 8 (Karte)                                                                      | 1901 | Gründerzeitbau (Klinkerfassade) mit opulenten Fensterrahmungen und originaler Ausstattung, baugeschichtlich von Bedeutung | 09204096 |
|                                         | Mietshaus in Ecklage in geschlossener Bebauung | Ricarda-Huch-Straße 10 (Karte)                                                                     | 1901 | Gründerzeitlicher Klinkerbau von baugeschichtlichem und städtebaulichem Wert | 09206017 |
|                                         | Mietshaus in geschlossener Bebauung mit Vorgarten | Ricarda-Huch-Straße 13 (Karte)                                                                     | 1902 | Gründerzeitliche Klinkerfassade mit ungewöhnlichem Dekorsystem, baugeschichtlich von Bedeutung | 09302990 |
|                                         | Mietshaus in geschlossener Bebauung mit Vorgarten | Ricarda-Huch-Straße 18 (Karte)                                                                     | Um 1900 | Original erhaltenes Gebäude in Klinkerbauweise von städtebaulicher Bedeutung | 09247717 |
|                                         | Mietshaus in halboffener Bebauung konzipiert, mit Vorgarten und Einfriedung | Rudolf-Krahl-Straße 1 (Karte)                                                                      | Um 1900 | Schlichter, aber qualitätvoller Mietsbau in städtebaulich wirksamer Position, baugeschichtlich von Bedeutung | 09204620 |
| Weitere Bilder                          | Siedlung Rudolf-Krahl-Straße, bestehend aus Häuserzeilen mit Verbindungsmauern, Vorgärten, Wohngrün und Mietergärten | Rudolf-Krahl-Straße 25 bis 63 (ungerade), 41a, 64, 65, 65a, 66 bis 75, 77, 79, 79a (Karte)         | 1. Hälfte 1920er Jahre | Bemerkenswerte Wohnanlage der frühen 1920er Jahre, stadtbildprägend auf Grund der charakteristischen Kielbogendächer (sogenannte Zollinger-Dächer), wirkungsvoll durch die Einheitlichkeit des zurückhaltend gestalteten Komplexes, sparsamer expressionistischer Dekor, weitgehend unverändert erhalten, städtebaulich und architektonisch von Bedeutung | 09203284 |
| Weitere Bilder                          | Mietshaus in geschlossener Bebauung konzipiert, mit Vorgarten und Einfriedung | Rudolf-Krahl-Straße 30 (Karte)                                                                     | 1905 | Anspruchsvoll gestalteter Mietsbau, markante Dacherker, vermutlich ehemals mit Gaststätte im Erdgeschoss, baugeschichtlich von Bedeutung | 09204697 |
| Weitere Bilder                          | Mietshaus in geschlossener Bebauung mit Vorgarten | Rudolf-Krahl-Straße 32 (Karte)                                                                     | 1905 | Qualitätvoller Mietsbau mit markantem Dacherker, Jugendstilanklänge, baugeschichtlich von Bedeutung, baugeschichtlich von Bedeutung | 09204696 |
|                                         | Wohnhaus mit Garten und Einfriedung | Rudolf-Krahl-Straße 83 (Karte)                                                                     | Um 1930 | Qualitätvoller Wohnbau, Fertighaus in Holzbauweise, Vertreter eines strengen Traditionalismus, markante waagerechte Verschalung, weitestgehend unverändert | 09204695 |
|                                         | Mietshaus in geschlossener Bebauung mit Vorgarten und rückwärtigem Nebengebäude | Schiersandstraße 6 (Karte)                                                                         | 1907 | Qualitätvoller Mietsbau mit ausgewogener Fassadengliederung und zwei markanten Zwerchhäusern, baugeschichtlich von Bedeutung | 09204689 |
| Weitere Bilder                          | Produktionsgebäude einer Gießerei und Einfriedung (ehemalige Gießerei G. Krautheim) | Schiersandstraße 15 (Karte)                                                                        | 1911 | Straff gegliederter Ziegelbau, qualitätvolle Industriearchitektur, technikgeschichtlich und baugeschichtlich von Bedeutung | 09204686 |
| Weitere Bilder                          | Mietshaus in Ecklage | Schiersandstraße 17 (Karte)                                                                        | 1906 | Zeittypischer Putzbau mit Jugendstildekoration, in gutem Originalzustand, baugeschichtlich von Bedeutung | 09247608 |
| Weitere Bilder                          | Mietshaus in Ecklage und Vorgarten | Schiersandstraße 18 (Karte)                                                                        | 1902 | Mit Laden, schlichter, aber qualitätvoller Gründerzeitbau (Klinkerfassade) in einem weitgehend geschlossen erhaltenen Quartier, Ecksituation architektonisch hervorgehoben, wichtige städtebauliche Lage, baugeschichtlich von Bedeutung | 09302994 |
|                                         | Mietshaus in halboffener Bebauung, mit Vorgarten | Schiersandstraße 19 (Karte)                                                                        | 1902 | Gründerzeitlicher Wohnbau mit Klinkerfassade, baugeschichtlich von Bedeutung | 09203173 |
| Weitere Bilder                          | Doppelmietshaus mit Vorgarten; | Schiersandstraße 20, 22 (Karte)                                                                    | 1902 | Zeittypischer Mietwohnbau mit symmetrischer Fassadengliederung und Dekoration in den Fensterbereichen, baugeschichtlich von Bedeutung | 09204663 |
|                                         | Mietshaus in halboffener Bebauung mit Vorgarten | Schiersandstraße 25 (Karte)                                                                        | 2. Hälfte 1920er Jahre | Zurückhaltender, jedoch anspruchsvoll gestalteter traditionalistischer Mietsbau, markante expressionistische Schmuckformen, Portal mit Zierreliefs, baugeschichtlich von Bedeutung | 09204684 |
|                                         | Mietshaus in geschlossener Bebauung mit Vorgarten | Schiersandstraße 34 (Karte)                                                                        | 1910 | Zeittypischer Mietsbau mit kräftigem Fassadenrelief, baugeschichtlich von Bedeutung | 09204654 |
|                                         | Mietshaus in geschlossener Bebauung mit Vorgarten | Schiersandstraße 36 (Karte)                                                                        | 1910 | Qualitätvolles Mietwohnhaus mit deutlicher Mittenbetonung, baugeschichtlich von Bedeutung | 09204665 |
|                                         | Mietshaus in geschlossener Bebauung mit Vorgarten | Schiersandstraße 38 (Karte)                                                                        | 1909 | Qualitätvolles Mietwohnhaus mit Mittenbetonung und differenzierter Putzgliederung, baugeschichtlich von Bedeutung | 09204666 |
| Weitere Bilder                          | Mietshaus in geschlossener Bebauung mit Vorgarten | Schiersandstraße 40 (Karte)                                                                        | 1909 | Qualitätvolles Mietwohnhaus mit charakteristischem Eingangsmotiv und markanten Erkern, baugeschichtlich von Bedeutung | 09204667 |
|                                         | Mietshaus in halboffener Bebauung mit Vorgarten | Schiersandstraße 42 (Karte)                                                                        | 1910 | Qualitätvoller Mietwohnbau mit Mittenbetonung und dekorativer Putzgliederung, baugeschichtlich von Bedeutung | 09204662 |
| Weitere Bilder                          | Zwei Wohnhäuser (Nr. 1–7, ungerade, sowie Nr. 2/4/6 mit Ammonstraße 2) einer Wohnanlage (Einzeldenkmale der Sachgesamtheit 09302610) | Talanger 1–7 (Karte)                                                                               | Mitte 1920er Jahre | Einzeldenkmale der Sachgesamtheit Wohnsiedlung der Siedlungsgesellschaft Altendorf; einer der herausragenden Siedlungskomplexe der 1920er Jahre in Chemnitz, bemerkenswert auf Grund seiner einheitlichen Gestaltung mit markanten expressionistischen Formanklängen und seiner wirkungsvollen städtebaulichen Gesamtform, es entsteht eine beeindruckende, durch ein gotisierendes Bogenmuster charakterisierte Platzanlage, siehe auch unter Am Karbel 1–15, Ammonstraße 2 sowie Paul-Jäkel-Straße 80–92, von baukünstlerischer, städtebaulicher und gartenkünstlerischer Bedeutung | 09203303 |
|                                         | Verwaltungs- und Produktionsgebäude einer Gießerei (ehemalige Gießerei Castan) | Waldenburger Straße 61 (Karte)                                                                     | Um 1905 | Architektonisch bemerkenswerte Anlage mit markanter, durch die Giebel der beiden Gießereihallen geprägter Straßenfront, technikgeschichtlich von Bedeutung | 09204761 |
|                                         | Fabrikkomplex mit dreigeschossigem Kopfbau und dem gleichzeitig errichteten Teil der rückwärtig anschließenden eingeschossigen Oberlichthalle (ehemals Gebr. Langer, später VEB Gerätewerk) | Waldenburger Straße 63 (Karte)                                                                     | 1903 laut Bauakte | Anspruchsvoll gestaltete Industriebauten, in ihrem ursprünglichen Beziehungsgefüge erhaltene Produktionsanlage, industriehistorisch von Bedeutung | 09204726 |
|                                         | Mietshaus in halboffener Bebauung konzipiert | Waldenburger Straße 64 (Karte)                                                                     | Bezeichnet mit 1904 | Anspruchsvoll gestalteter Mietsbau, deutsche Neorenaissancemotive, markanter Ziergiebel, baugeschichtlich von Bedeutung | 09204625 |
|                                         | Turnhalle des Turn- und Sportvereins 1861 Altendorf | Waldenburger Straße 66 (Karte)                                                                     | Bezeichnet mit 1913 | Wertvoll als Vertreter einer seltenen architektonischen Gattung und als wichtiges Zeugnis der „Sportstadt Chemnitz“, Bauherr der Halle war der Turn- und Sportverein 1861 Altendorf, der zweitgrößte unter den historischen Sportvereinen der Stadt, außen und innen weitgehend original erhalten, ortsgeschichtlich von Bedeutung | 09204624 |
|                                         | Mietshaus in halboffener Bebauung mit Vorgarten | Weststraße 110 (Karte)                                                                             | 1902 | Qualitätvoller gründerzeitlicher Mietsbau, flankenbetonte, symmetrische Fassadengliederung, markanter Dacherker, charakteristisches, zur Durchfahrt offenes Treppenhaus, baugeschichtlich von Bedeutung | 09204639 |
| Weitere Bilder                          | Mietshaus in geschlossener Bebauung mit Vorgarten | Weststraße 111 (Karte)                                                                             | 1900 | Zeittypischer Mietsbau, symmetrische Fassadengliederung, Jugendstilornament, baugeschichtlich von Bedeutung | 09204629 |
|                                         | Mietshaus in geschlossener Bebauung und Ecklage, mit Vorgarten | Weststraße 112 (Karte)                                                                             | 1897 | Qualitätvoller gründerzeitlicher Mietsbau in markanter städtebaulicher Position, baugeschichtlich von Bedeutung | 09204640 |
|                                         | Mietshaus in geschlossener Bebauung mit Laden und Vorgarten | Weststraße 113 (Karte)                                                                             | 1902 | Zeittypischer Mietsbau, Jugendstilornament, baugeschichtlich von Bedeutung | 09204628 |
|                                         | Mietshaus in Ecklage mit Vorgarten | Weststraße 114 (Karte)                                                                             | 1903 | Städtebaulich wichtiger Eckbau mit vielen erhaltenen Details der Ausstattung, Klinkerfassade, baugeschichtlich von Bedeutung | 09203244 |
|                                         | Mietshaus in geschlossener Bebauung mit Vorgarten und rückwärtigem Gewerbegebäude | Weststraße 115 (Karte)                                                                             | 1911 | Anspruchsvoll gestalteter Mietsbau im Reformstil der Zeit um 1910, symmetrische Fassadengliederung mit kräftigem Relief und dominierendem mittigem Dacherker, baugeschichtlich von Bedeutung | 09204627 |
|                                         | Mietshaus in geschlossener Bebauung mit Vorgarten | Weststraße 116 (Karte)                                                                             | 1903 | Gründerzeitlicher Wohnhausbau (Klinkerfassade) im geschlossenen Quartier, baugeschichtlich von Bedeutung | 09205461 |
|                                         | Mietshaus in geschlossener Bebauung mit Vorgarten | Weststraße 117 (Karte)                                                                             | 1910 | Qualitätvoller Mietsbau, Jugendstilformen, charakteristischer Dacherker, baugeschichtlich von Bedeutung | 09204634 |
| Direkt Bild zu diesem Denkmal hochladen | Mietshaus in geschlossener Bebauung mit Vorgarten | Weststraße 118 (Karte)                                                                             | Um 1903 | Gründerzeitlicher Wohnhausbau (Klinkerfassade) im geschlossenen Quartier, bau- und stadtentwicklungsgeschichtlich von Bedeutung. Bei dem Gebäude handelt es sich um ein viergeschossiges Mietshaus in geschlossener Bebauung mit vorgelagertem Garten. Es ist Teil einer vier Mietshäuser umfassenden historistischen Blockrandbebauung an der Weststraße (Nr. 114, 116, 118 und 120), die westlich von der Kochstraße und östlich von der Gustav-Adolf-Straße begrenzt wird. Auffällig ist die Fassadengestaltung der vier Mietshäuser, die sich bei den beiden mittleren Gebäuden Nr. 116 und 118 sowie den Eckhäusern Nr. 114 und 120 symmetrisch spiegeln. Es ist anzunehmen, dass Bauherr und Ausführender aller vier Gebäude Robert Pritzkow ist, konnte in den Bauakten jedoch nur sicher für die Gebäude Nr. 116 und 120 ermittelt werden. Die Klinkerfassade des um 1903 errichteten neunachsigen Mietshauses Nr. 118 wird durch Gurt- und Brüstungsgesimse horizontal gegliedert. Brüstungsfelder und Bedachungen akzentuieren die verputzten Fensterleibungen im ersten Obergeschoss. Vertikal wird die Fassade durch zwei leicht hervortretende, bis über das Traufgesims reichende zweiachsige Seitenrisalite hervorgehoben, deren Fenster im ersten Obergeschoss profilierte Dreiecksgiebel bekrönen. Von der bauzeitlichen Ausstattung hat sich das filigrane schmiedeeiserne Treppengeländer erhalten. Der Dachausbau stammt aus einer Sanierungsphase der jüngeren Vergangenheit. Aufgrund seiner homogenen, aufwendigen Fassadengestaltung besitzt das Mietshaus einen baugeschichtlichen Wert und ist als Teil der an der Hauptachse des Kaßbergs gelegenen Bebauung stadtentwicklungsgeschichtlich bedeutend. | 09307205 |
|                                         | Mietshaus in halboffener Bebauung mit Laden | Weststraße 119 (Karte)                                                                             | 1900 | Städtebaulich wichtiges Gebäude, gründerzeitliche Fassade in Klinkermischbauweise, baugeschichtlich von Bedeutung | 09206014 |
| Direkt Bild zu diesem Denkmal hochladen | Mietshaus in geschlossener Bebauung und Ecklage mit Vorgarten | Weststraße 120 (Karte)                                                                             | 1903 | Gründerzeitlicher Klinkerbau mit vielen erhaltenen Details der Ausstattung, Klinkerfassade, baugeschichtlich und stadtentwicklungsgeschichtlich von Bedeutung | 09307206 |
| Weitere Bilder                          | Doppelmietshaus mit Vorgarten | Willy-Reinl-Straße 1, 3 (Karte)                                                                    | 1904 | Anspruchsvoll gestalteter, gründerzeitlicher Mietsbau mit reichem Fassadenschmuck und charakteristischen, seitlich angebauten Treppenhäusern, baugeschichtlich von Bedeutung | 09204657 |
|                                         | Mietshaus in Ecklage, mit Vorgarten | Willy-Reinl-Straße 5 (Karte)                                                                       | 1904 | Repräsentatives gründerzeitliches Gebäude in Klinkermischbauweise von städtebaulichem und baugeschichtlichem Wert | 09245268 |
|                                         | Mietshaus in geschlossener Bebauung mit Vorgarten | Willy-Reinl-Straße 10 (Karte)                                                                      | 1904 | Gründerzeitlicher Klinkerbau mit aufwändigem Fassadendekor, markanter Dachausbau, baugeschichtlich von Bedeutung | 09302992 |
|                                         | Mietshaus in geschlossener Bebauung mit Vorgarten | Willy-Reinl-Straße 12 (Karte)                                                                      | 1901 | Gründerzeitlicher Klinkerbau mit aufwändigem Fassadendekor, markanter Dachausbau, baugeschichtlich von Bedeutung | 09302993 |
| Weitere Bilder                          | Matthäus-Friedhof (Sachgesamtheit) | Zinzendorfstraße (Karte)                                                                           | 1891 gegründet | Sachgesamtheit Matthäus-Friedhof mit folgenden Einzeldenkmalen (siehe 09302075) und Friedhofsgestaltung (Gartendenkmal): - Friedhofskapelle - Kriegerdenkmal für im Ersten Weltkrieg gefallene Mitglieder des Turnvereins - Erbbegräbnisse der Familien Langer, Viecenz, Wilsdorf, Grassmann, Meißner, Soeldner, Richter und Waldmann, Richter und Emil Reimann sowie Grabmal Groschel - weiterhin zwei Galvanoplastiken - Wasserbecken mit Puttoskulptur aus Muschelkalk Regelmäßige Friedhofsanlage auf annähernd rechteckiger Grundfläche, rechtwinkliges Wegesystem mit dichter, weitgehend ursprünglicher Baum- und Heckenbepflanzung, mehrere Erbbegräbnisse vorwiegend Altendorfer Industrieller, anspruchsvoll gestaltetes Kapellengebäude, weitestgehend original erhalten, von stadtgeschichtlicher, baukünstlerischer und gartenkünstlerischer Bedeutung. | 09204683 |
| Weitere Bilder                          | Friedhofskapelle, Kriegerdenkmal für im Ersten Weltkrieg gefallene Mitglieder des Turnvereins, Erbbegräbnisse der Familien Langer, Viecenz, Wilsdorf, Grassmann, Meißner, Soeldner, Richter und Waldmann, Richter und Emil Reimann sowie Grabmal Groschel, weiterhin zwei Galvanoplastiken, Wasserbecken mit Puttoskulptur aus Muschelkalk (Einzeldenkmale der Sachgesamtheit 09204683) | Zinzendorfstraße (Karte)                                                                           | Ab 1892–1944 (denkmalgeschützte Gräber); um 1900 (Grabkreuz neben dem Eingang); 1911 (Friedhofskapelle); 1921 (Kriegerdenkmal); um 1930 (Brunnen) | Einzeldenkmale der Sachgesamtheit Matthäus-Friedhof; ortsgeschichtlich und auch künstlerisch bedeutsame Bestandteile des Friedhofes | 09302075 |
|                                         | Doppelmietshaus mit Vorgarten und Einfriedung | Zinzendorfstraße 13, 15 (Karte)                                                                    | Um 1900 | Anspruchsvoll gestalteter gründerzeitlicher Mietsbau mit bemerkenswerten Details, weitestgehend original, baugeschichtlich von Bedeutung | 09203247 |
|                                         | Pfarrhaus der Matthäuskirche mit Garten | Zinzendorfstraße 14 (Karte)                                                                        | Letztes Drittel 19. Jahrhundert | Einfacher Wohnbau mit qualitätvollem Bauschmuck, ortsgeschichtlich und baugeschichtlich von Bedeutung | 09204671 |
| Weitere Bilder                          | St. Matthäuskirche mit Ausstattung und kleiner umgebender Parkanlage | Zinzendorfstraße 16 (Karte)                                                                        | 1884/1885 | Charakteristischer Kirchenbau in zurückhaltenden Neorenaissanceformen, schlanker Glockenturm mit spitzer Haube, baugeschichtlich und ortshistorisch von Bedeutung | 09204672 |
| Weitere Bilder                          | Denkmal für die Gefallenen des Ersten Weltkrieges und Denkmal für die Gefallenen des Deutsch-Französischen Krieges 1870/71 | Zinzendorfstraße 16 (Karte)                                                                        | Nach 1870; nach 1918 | In der der Kirche vorgelagerten Parkanlage, ortsgeschichtlich von Bedeutung | 09307411 |

## Ehemalige Denkmäler
| Bild                                    | Bezeichnung                                                                | Lage                                               | Datierung                                                                                             | Beschreibung | ID       |
| --------------------------------------- | -------------------------------------------------------------------------- | -------------------------------------------------- | --- | --- | -------- |
|                                         | Fabrik                                                                     | Kappelbachgasse 1 (Karte)                          | 1897                                                                                                  | Saniert, Streichung aus der Denkmalliste vor 2010. |          |
|                                         | Mietshaus, Ausstattung und Werbeschriftzug                                 | Kochstraße 7 (Karte)                               | Um 1900                                                                                               | Saniert, Streichung aus der Denkmalliste 2010. |          |
| Direkt Bild zu diesem Denkmal hochladen | Gasthaus „Marmorpalast“ mit Ballsaal und rückwärtig angefügter Festsaalbau | Limbacher Straße 164 (Karte)                       | 3. Drittel 19. Jahrhundert (Gasthaus mit Ballsaal); Ende 19. Jahrhundert (rückwärtiger Festsaalanbau) | Eines der bedeutsamsten Festsaalensembles der Stadt, Verdacht auf wertvolle Innenarchitektur. 2013 abgerissen. | 09204614 |
| Weitere Bilder                          | Fabrik (ehemalige Firma Richard Graßmann)                                  | Limbacher Straße 167 (Karte)                       | Um 1900                                                                                               | Das anspruchsvoll gestaltete Gebäude wurde auch als Kontor genutzt, letztes bauliches Zeugnis der bedeutenden Fabrikanlage Graßmann, baugeschichtlich, industriehistorisch und ortsgeschichtlich von Bedeutung. Anspruchsvoll gestaltetes Ensemble in charakteristischer Verbindung von Wohn- und Fabrikgebäude. Fabrikgebäude im Februar 2015 abgerissen. | 09204617 |
| Direkt Bild zu diesem Denkmal hochladen | Gasthaus mit Saal „Wiesenburg“                                             | Limbacher Straße 206 (Karte)                       | 1894                                                                                                  | 2006 abgerissen, Streichung aus der Denkmalliste vor 2010. |          |
| Direkt Bild zu diesem Denkmal hochladen | Straßenbahnhof und Ausbesserungswerk                                       | Limbacher Straße 208 (Karte)                       | | Abgerissen zwischen 2009 und 2010, Streichung aus der Denkmalliste 2010. |          |
|                                         | Wohnhaus                                                                   | Limbacher Straße 222 (Karte)                       | | Erhalten, Streichung aus der Denkmalliste 2010. |          |
| Direkt Bild zu diesem Denkmal hochladen | Bauernhof mit Wohnstallhaus, Scheune und Seitengebäude                     | Limbacher Straße 258 (Karte)                       | 18. Jahrhundert                                                                                       | Stattliche, unverändert erhaltene Hofanlage, bemerkenswert aufgrund ihrer Geschlossenheit, alle Gebäude mit Fachwerkkonstruktion. Die Oberlaube am Seitengebäude war eines der letzten Zeugnisse dieser Bauart im Stadtgebiet Eines der Gebäude zwischen 2001 und 2006 eingestürzt, die beiden übrigen etwa 2014 abgerissen.                               | 09204763 |
| Direkt Bild zu diesem Denkmal hochladen | Teil der Wohnanlage mit Garten „Siedlung Rudolf-Krahl-Straße“              | Rudolf-Krahl-Straße 76, 78, 80, 82, 84, 86 (Karte) | | Abgerissen zwischen 2001 und 2006, Streichung aus der Denkmalliste vor 2010 |          |
| Weitere Bilder                          | Verwaltungsgebäude und Schornstein einer Fabrik                            | Schiersandstraße 3 (Karte)                         | 1897 (Verwaltungsgebäude); 1907 (Schornstein)                                                         | Mächtiger, als monumentales Wahrzeichen wirksamer Schornstein mit rundem Querschnitt auf quadratischem Sockel sowie qualitätvolles Verwaltungsgebäude der Gründerzeit. Verwaltungsgebäude 2013 abgerissen, Schornstein erhalten. | 09204688 |
|                                         | Wohnhaus und Verwaltungsgebäude                                            | Schiersandstraße 21 (Karte)                        | 1902                                                                                                  | Erhalten, Streichung aus der Denkmalliste 2010 |          |
| Direkt Bild zu diesem Denkmal hochladen | Fabrik, Villa und Einfriedung                                              | Wechselburger Straße 1/3 (Karte)                   | | Vor 2001 abgerissen, Streichung aus der Denkmalliste 2010 |          |

## Tabellenlegende
- Bild: Bild des Kulturdenkmals, ggf. zusätzlich mit einem Link zu weiteren Fotos des Kulturdenkmals im Medienarchiv Wikimedia Commons. Wenn man auf das Kamerasymbol klickt, können Fotos zu Kulturdenkmalen aus dieser Liste hochgeladen werden:
- Bezeichnung: Denkmalgeschützte Objekte und ggf. Bauwerksname des Kulturdenkmals
- Lage: Straßenname und Hausnummer oder Flurstücknummer des Kulturdenkmals. Die Grundsortierung der Liste erfolgt nach dieser Adresse. Der Link (Karte) führt zu verschiedenen Kartendiensten mit der Position des Kulturdenkmals. Fehlt dieser Link, wurden die Koordinaten noch nicht eingetragen. Sind diese bekannt, können sie über ein Tool mit einer Kartenansicht einfach nachgetragen werden. In dieser Kartenansicht sind Kulturdenkmale ohne Koordinaten mit einem roten bzw. orangen Marker dargestellt und können durch Verschieben auf die richtige Position in der Karte mit Koordinaten versehen werden. Kulturdenkmale ohne Bild sind an einem blauen bzw. roten Marker erkennbar.
- Datierung: Baubeginn, Fertigstellung, Datum der Erstnennung oder grobe zeitliche Einordnung entsprechend des Eintrags in der sächsischen Denkmaldatenbank
- Beschreibung: Kurzcharakteristik des Kulturdenkmals entsprechend des Eintrags in der sächsischen Denkmaldatenbank, ggf. ergänzt durch die dort nur selten veröffentlichten Erfassungstexte oder zusätzliche Informationen
- ID: Vom Landesamt für Denkmalpflege Sachsen vergebene, das Kulturdenkmal eindeutig identifizierende Objekt-Nummer. Der Link führt zum PDF-Denkmaldokument des Landesamtes für Denkmalpflege Sachsen. Bei ehemaligen Kulturdenkmalen können die Objektnummern unbekannt sein und deshalb fehlen bzw. die Links von aus der Datenbank entfernten Objektnummern ins Leere führen. Ein ggf. vorhandenes Icon  führt zu den Angaben des Kulturdenkmals bei Wikidata.

## Ausführliche Denkmaltexte
1. ↑  Einzeldenkmale der Sachgesamtheit Israelitischer Friedhof:

"Der  Friedhof in Chemnitz ist die letzte noch bestehende Institution der alten israelitischen Religionsgemeinde Chemnitz und der einzige Ort, an dem seit 1878 fast ohne jede Unterbrechung jüdische Rituale praktiziert werden konnten. Er gehört damit zu den wenigen Stätten jüdischer Kultur und jüdischen Alltags, der seit dem Zuzug der ersten Juden im neuzeitlichen Chemnitz erhalten geblieben ist ... " (Juden in Chemnitz, S. 171)

Die Weihe des Friedhofs erfolgte am 5. Mai 1878. Zuvor war das Grundstück vom Altendorfer Gutsbesitzer Carl Friedrich Müller erworben worden. Noch im gleichen Jahr erfolgten die ersten Bestattungen. 1882 begann der Bau einer Leichenhalle (Bauantrag 1882). 1898 folgte eine Erweiterung des Friedhofes durch Ankauf einer angrenzenden Parzelle des Strumpfwirkermeisters Carl August Müller. Der Friedhof überstand die Naziherrschaft, auch wenn teilweise Schäden an Grabsteinen und der Kapelle zu beklagen waren. Seit 1948 wird er als „Jüdischer Friedhof“ bezeichnet. 1952/53 entstand eine Freifläche mit Ehrenmal, welches an die jüdischen Opfer der NS-Gewaltherrschaft erinnert. An gleicher Stelle begrub man Reste einer 1938 beim Synagogenbrand verbrannten Thorarolle. Nach umfangreichen Baumaßnahmen und Restaurierungen waren Friedhof und Trauerhalle 1957 wieder hergestellt.

Die Friedhofsanlage entspricht den strengen Ordnungsauffassungen, die sich Ende des 18. Jahrhunderts durchgesetzt hatten. Die Bestattungen erfolgten in chronologischer Folge in regelmäßig angelegten Reihen, allerdings konnten in Chemnitz Grabstellen für Angehörige reserviert werden. In der Regel handelt es sich aber um chronologische Einzelbestattungen kombiniert mit monumentalen Erbbegräbnissen, von denen sich das für Rosa Schwarzenberger durch seine Gestaltung unterscheidet. Es gibt ein Grabfeld für Kinder und eine Ehrenreihe für Rabbiner. Der Friedhof umfasst heute eine Fläche von 15.000 m², wovon 13.000 m² mit Grabstätten belegt sind. Erhalten blieben 1.240 Grabstellen für 1.400 Verstorbene.

Das einzige Bauwerk des Friedhofs ist die 1882 erbaute Trauerhalle, welche 1924–27 umgebaut wurde, wobei sie ihr repräsentatives Erscheinungsbild erhielt.

Der Friedhof mit der Kapelle und allen historischen Grabstätten sind bedeutende Zeugnisse  jüdischen Lebens in Chemnitz und damit von großer geschichtlicher Bedeutung.

Der Friedhof wurde in der Denkmalaufstellung als Sachgesamtheit (§ 2 Abs. 5b des Sächsischen Denkmalschutzgesetzes) und als Gartendenkmal ausgewiesen. Um den Traditionen jüdischer Bestattungen (strenge Ordnungsauffassung vom Ende des 18. Jahrhunderts mit chronologischer Bestattung mit gleich großen Grabstellen und den im 19. Jahrhundert aufkommenden großstädtisch-jüdischen Neuerungen, welche an die allgemeine Friedhofskultur angelehnt sind) zu entsprechen, wurden neben der Kapelle und dem Ehrenmal, welches an die jüdischen Opfer der NS-Gewaltherrschaft erinnert, alle historischen Grabsteine (eingeschlossen die großen Erbbegräbnisse) als Kulturdenkmale (Einzeldenkmale) ausgewiesen.

Anmerkungen zu einigen Einzeldenkmalen:
  - Leichenhalle: Putzbau, einfacher Saalbau mit niedrigen flankierenden Annexen, Eingangsvorbau und Inneres 1920er Jahre, Holzdecke, Fenster und Türen original
  - Ehrenmal für die jüdischen Opfer der NS-Gewaltherrschaft: hinter dem Gebäude stehender kleiner Obelisk als Denkmal für sechs Millionen ermordete Juden
  - bemerkenswerte Grabstellen (keine vollständige Aufzählung aller Einzeldenkmale):
    - westlich des Haupteingangs: Pakulla (F12); Loeb (F15), Stele auf ovalem Grundriss mit Vase (Namenstafel entfernt, F17); Wangenheim (F18)
    - unmittelbar südlich des Haupteingangs: Scharlach (F8); Stern (F6); Nathan Mayer (F1)
    - entlang des südöstlichen Abschnitts der östlichen Friedhofsbegrenzung: Weiner (E15); Beck (E14); Isidor Levy (E13); Familie Selver (E9); Familie Goldberg (E8)
    - in der südlichen Ecke des Friedhofs: Ladewig (E7)
    - in der Mittelachse des Friedhofs südlich der Leichenhalle:
      - Südende: durch Brüstung eingefasste Grabstellen Frank - Marx - Sachs (C11)
      - Ostwand von Süden nach Norden: Familie Eduard Becker und Familie Adolph Becker (D11); Seidler (D10); Willy Lippmann (D9); ohne Namenstafeln (D8); Familie Moritz Goeritz (D6); Kupferberg (D5); Familie Max Goeritz (D4); Familie Marcus Bernstein (D3); Familie Abraham Dresel (D2)
      - Westwand von Norden nach Süden: Rosa Schwarzenberger (Rundtempel, C1); Familie Adolph Beck (C2); Rosalie und Sally Cohn (C3); Mecklenburg (C4); Seidler (C5); Familie Julius Grossmann und Hermann Grossmann (C6); Joachimsthal (C7); Adolf Kahn (C8); Wolfsheimer (C9); Julius Bernstein (C10)

    - im westlichen Bereich des Friedhofs: Franck (B2)
2. ↑  Zwei Portierhäuschen in der Beyerstraße:

Die Portierhäuschen dokumentieren die Einfahrtssituation der ehemals bedeutenden Chemischen Fabrik für Tinten, Klebstoffe, Hektographenartikel und Schreibmaschinen-Bänder von Eduard Beyer, die seit 1863 auf dem Boden eines ehemaligen Bauernguts außerhalb des damaligen Stadtgebiets von Chemnitz ansässig war. Nach einer teilweisen Zerstörung des Fabrikgeländes durch Bombentreffer am 5. März 1945 sind die beiden Portierhäuschen (neben den benachbarten Villen Beyer und Koerner) die einzigen baulichen Zeugnisse der alten Fabrikbebauung.

Der Gründer der chemischen Fabrik, Eduard Leopold Beyer (1825–1907), absolvierte zunächst eine Apothekerausbildung sowie nachfolgend ein Chemiestudium in Leipzig. 1856 erwarb er die Löwenapotheke in der Inneren Klosterstraße in Chemnitz. Mit der Entwicklung der „erste[n] brauchbare[n] deutsche[n] Kopiertinte“ (Festschrift 1906, S. 38) im gleichen Jahr begründete Beyer seine Fabrik für Tinten und verwandte Artikel.

Kopiertinten mussten zu dieser Zeit aus England oder Frankreich bezogen werden, so dass dieser ersten qualitativ hochwertigen, veilchenblauschwarzen Kopiertinte ein guter Absatz beschert und die Kapazität des Apothekerlaboratoriums überschritten war. Daher erfolgte 1863 der Fabrikneubau „auf der grünen Wiese“ vor Chemnitz. 1873, 1876, 1888, 1894 und 1896 wurden weitere An- und Neubauten erforderlich. Bereits 1882 fand daher die Chemische Fabrik in der „Gartenlaube“ unter der Abteilung „Deutschlands größte Werkstätten“ (vgl. Festschrift 1906, S. 8) Erwähnung.

Auch das Produktsortiment weitete sich immer mehr aus. Ausgehend von der „Veilchenblauschwarzen“, einer Tinte für die Kopierpresse, umfasste das Warenangebot 1906 auch leichtflüssigere Schreibtinten für Stahlfedern und später auch Füllfederhalter, verschiedenfarbige Tinten auf Basis der neuen Teerfarbstoffe (z. B. Tuschen, Aquarell-, Stempel- und Buchdruckfarben), lebensmittelverträgliche Fleischbeschauerfarben sowie dünnflüssige Hektographentinten. Verwandte Artikel waren vorbeschichtete Hektographenblätter, Klebstoffe, Ölkartons und Dauerstempelkissen. Auch Schreibmaschinenfarbbänder produzierte Beyer – als eine der ersten Fabriken weltweit. Die Chemische Fabrik trat damit nicht nur in Konkurrenz zu europäischen und amerikanischen Unternehmen, sondern reagierte vor allem schnell auf Innovationen im Bereich der Schreib- und Kopiergeräte und entwickelte entsprechende Tintenfabrikate sowie zugehörige Büroartikel.

Neben der hierfür nötigen unternehmerischen Weitsicht zeichnete Eduard Beyer wohl aus, dass er „der Tintenindustrie von der frühen empirisch und unrationell betriebenen Kleinfabrikation zur modernen, rationell arbeitenden Großindustrie die Wege gewiesen hat“ so die „Chemiker-Zeitung“ (eine 1877 gegründete, weltweit bekannte und renommierte chemische Fachzeitschrift mit Verlagsort Köthen) 1905 über den Fabrikanten (zitiert nach Festschrift 1906, S. 10).

Bis zum Ende des 19. Jahrhunderts erwarb die Chemische Fabrik zudem 17 Auszeichnungen für ihre Tintenfabrikate auf nationalen und internationalen Gewerbe- und Industrieausstellungen sowie auf den Weltausstellungen in Paris, Wien, Philadelphia, Melbourne und Barcelona. Dieser Umstand verdeutlicht die Qualität und die Bekanntheit von „Beyer’s Tinten“.

1890 übernahm Beyers Schwiegersohn, der Kaufmann Heinrich Theodor Koerner (1855–1921), die Leitung der Chemischen Fabrik und brachte seine Erfahrungen im internationalen Exportgeschäft in die Unternehmensfortentwicklung ein. 1898 ging das Unternehmen schließlich zur Gänze in seinen Besitz über.

Koerner modernisierte die Vertriebsorganisation des Unternehmens, setze sich für die Konstruktion neuer Maschinen zur Tintenherstellung ein und führte als einer der ersten Unternehmer die Nutzung von Automobilen im Geschäftsdienst ein. Zudem wurden Zweiggeschäfte in Berlin (Annenstraße 15), Düsseldorf (Carlstraße 71–73), Hamburg und London eröffnet. 1906 war der Betrieb schließlich auf über 130 Mitarbeiter angewachsen.

1910 wurde Koerners Sohn Theodor (1882–1958), ein promovierter Chemiker, ebenfalls Teilhaber der Chemischen Fabrik und führte diese nach dem Tod seines Vaters 1921 weiter. Am 5. März 1945 wurde ein großer Teil des Betriebsgeländes sowie der benachbarten Villa Koerner durch Bomben zerstört, ein Wiederaufbau der Fabrik sowie des Wohnhauses der Familie Koerner schien wenig aussichtsreich. Die Unternehmerfamilie zog zu Verwandten nach Bayern, der Fabrikstandort wurde durch die AFA-Werke Arthur Führer übernommen.

Nach der Betriebsauflösung und Enteignung 1955 gründete sich 1956 auf dem Gelände der VEB Thermoplast Karl-Marx-Stadt, dessen Produktionsprofil nun nicht mehr Tinten und Büroartikeln umfasste, sondern Kunststofferzeugnissen für die Fahrzeug- und Werkzeugindustrie sowie für Konsumartikel wie Gartenschläuche und Kühlschrankdichtungen (vgl. Kunex-Firmengeschichte). 1970 wurde der Betrieb Teil des VEB Orbitaplast Weißandt-Gölzau. Nach der Wende übernahm ein privates Unternehmen, die Kunex GmbH, den Betrieb und ist weiterhin in der Kunststoffproduktion tätig.